# Derby des Haut-Plateaux
 (juin 2025).
Si vous disposez d'ouvrages ou d'articles de référence ou si vous connaissez des sites web de qualité traitant du thème abordé ici, merci de compléter l'article en donnant les références utiles à sa vérifiabilité et en les liant à la section « Notes et références ».
En pratique : Quelles sources sont attendues ? Comment ajouter mes sources ?
Le Derby des Hauts Plateaux est un match de football algérien opposant traditionnellement l'Entente Sportive de Sétif (ES Sétif) au Chabab Riadhi Belouizdad (CR Belouizdad), malgré que ce terme soit parfois utilisé pour décrire les rencontres entre ES Sétif et autres clubs de la région des Hauts Plateaux, comme le CA Bordj Bou Arreridj. Ce derby est considéré comme l'une des rivalités les historiques du football algérien.

## Histoire

### Histoire du Derby
Le premier affrontement entre l'ES Sétif et le CR Belouizdad remonte aux premières années suivant l'indépendance de l'Algérie en 1962. Durant les années 1960 et 1970, le derby est marqué par des rencontres souvent tendues. L'ES Sétif et le CR Belouizdad se sont affrontés à plusieurs reprises pour les titres nationaux, ce qui a renforcé l'importance du derby.

### Matchs marquants
Certains matchs du derby ont été particulièrement mémorables en raison de leur enjeu, des performances sur le terrain, ou encore des incidents survenus durant les rencontres. Ces matchs sont souvent caractérisés par une grande intensité, tant sur le terrain qu'en dehors, avec des supporters extrêmement passionnés.

### Impact et importance actuelle
Le Derby des Hauts Plateaux reste l'un des moments forts de chaque saison de football en Algérie. Il attire une large attention médiatique et mobilise les foules. Les matchs entre l'ES Sétif et ses rivaux régionaux continuent d'incarner la ferveur du football algérien. Les supporters voient ces affrontements comme bien plus qu'un simple match de football, mais comme un affrontement symbolique pour la suprématie régionale.

### Origine de la rivalité
La rivalité entre l'ES Sétif et le MO Béjaïa est enracinée dans plusieurs facteurs historiques, géographiques, et culturels :
1. Proximité géographique : Sétif et Béjaïa sont relativement proches l'une de l'autre, situées dans la région des Hauts Plateaux.
2. Historique des clubs : Les deux clubs ont une longue histoire dans le football algérien. L'ES Sétif, fondée en 1958, est l'un des clubs les plus titrés d'Algérie, avec de nombreux championnats et titres continentaux à son actif. Le MO Béjaïa, bien que moins titré, est un club avec une grande base de supporters, et leur succès dans certaines compétitions, y compris des performances remarquables dans les années 2000.
3. Culture et fierté locale : Les matchs entre ces deux clubs sont souvent plus que de simples rencontres sportives. Ils représentent aussi une question de fierté régionale et identitaire. La population des Hauts Plateaux s'identifie fortement à ces deux clubs, et les victoires dans le derby sont considérées comme des triomphes symboliques de leur ville et de leur culture.
4. Incidents historiques : Comme c'est le cas dans de nombreuses rivalités, certains incidents survenus lors de matchs passés ont exacerbé la rivalité. Cela inclut des matchs tendus, des controverses arbitrales, et parfois même des affrontements entre supporters, ce qui a contribué à nourrir l'animosité entre les deux clubs.

## Rivalités

### Rivalité entre ES Sétif et CA Bordj Bou Arreridj
| N° | Saison    | Championnat         | Rencontre                                | Rés.                | Date                | Buteur(s) pour Bordj Bou Arreridj          | Buteur(s) pour ES Sétif                                           | Réf.                |
| -- | --------- | ------------------- | ---------------------------------------- | ------------------- | ------------------- | ------------------------------------------ | ----------------------------------------------------------------- | ------------------- |
| 1  | 1962-1963 | Coupe 1er Tour      | Athlétique Bordj Bou Arreridj - ES Sétif | 1 - 2               | 21 octobre 1962     |                                            | Kherchi (Amrouna) , Kemicha                                       |                     |
| 2  | 1962-1963 | Division 1          | ES Sétif - Athlétique Bordj Bou Arreridj | 2 - 0               | 1962                | -                                          |                                                                   |                     |
| 3  | 1962-1963 | Division 1          | Athlétique Bordj Bou Arreridj - ES Sétif | 0 - 6               | 1963                |                                            |                                                                   |                     |
| -  | 1963-1998 | Division différente | Division différente                      | Division différente | Division différente | Division différente                        | Division différente                                               | Division différente |
| 4  | 1998-1999 | Division 1          | ES Sétif - CA Bordj Bou Arreridj         | 2 - 1               | 3 décembre 1998     | Madoui 91e (csc)                           | Bourahli 25e 90e                                                  |                     |
| 5  | 1998-1999 | Division 1          | CA Bordj Bou Arreridj - ES Sétif         | 0 - 1               | 22 avril 1999       | /                                          | Belhamel 17e                                                      |                     |
| 6  | 2001-2002 | Division 1          | CA Bordj Bou Arreridj - ES Sétif         | 1 - 0               | 28 septembre 2001   | -                                          | Ingranaissi 18e                                                   |                     |
| 7  | 2001-2002 | Division 1          | ES Sétif - CA Bordj Bou Arreridj         | 0 - 1               | 7 mars 2002         | Haddad 61e                                 |                                                                   |                     |
| 8  | 2001-2002 | Coupe 1/16          | ES Sétif - CA Bordj Bou Arreridj         | 1 - 0ap             | 28 mars 2002        | Aïdel 98e                                  |                                                                   |                     |
| 9  | 2002-2003 | Division 1          | ES Sétif - CA Bordj Bou Arreridj         | 4 - 0               | 14 novembre 2002    | -                                          | Fellahi 67e (pen.) 87e, Achacha 73e, Guenifi A. 77e               | [ 3 ]               |
| 10 | 2002-2003 | Division 1          | CA Bordj Bou Arreridj - ES Sétif         | 2 - 0               | 3 avril 2003        | Djaref 48e, Ali Houari 67e                 |                                                                   | [ 4 ]               |
| 11 | 2003-2004 | Division 1          | ES Sétif - CA Bordj Bou Arreridj         | 2 - 1               | 18 septembre 2003   | Maïdi 90+1e                                | Fellahi 59e (pen.), Keraguel 79e                                  | [ 5 ]               |
| 12 | 2003-2004 | Division 1          | CA Bordj Bou Arreridj - ES Sétif         | 2 - 0               | 1er mars 2004       | Yontcha 19e 73e                            |                                                                   | [ 6 ]               |
| 13 | 2004-2005 | Division 1          | ES Sétif - CA Bordj Bou Arreridj         | 2 - 2               | 9 décembre 2004     | Kheddara 45e, Djaref 62e                   | Fellahi 45e, Derradj 83e (pen.)                                   | [ 7 ]               |
| 14 | 2004-2005 | Division 1          | CA Bordj Bou Arreridj - ES Sétif         | 1 - 0               | 9 juin 2005         | Farid Belayadi 25e                         |                                                                   | [ 8 ]               |
| 15 | 2005-2006 | Division 1          | ES Sétif - CA Bordj Bou Arreridj         | 0 - 0               | 22 septembre 2005   | -                                          |                                                                   | [ 9 ]               |
| 16 | 2005-2006 | Division 1          | CA Bordj Bou Arreridj - ES Sétif         | 1 - 0               | 2 février 2006      | Derbal 56e                                 |                                                                   | [ 10 ]              |
| 17 | 2006-2007 | Division 1          | ES Sétif - CA Bordj Bou Arreridj         | 2 - 1               | 11 octobre 2006     | Khedhara 14e                               | Benchaïra 48e, Touil 78e                                          | [ 11 ]              |
| 18 | 2006-2007 | Division 1          | CA Bordj Bou Arreridj - ES Sétif         | 0 - 0               | 15 mars 2007        |                                            |                                                                   | [ 12 ]              |
| 19 | 2007-2008 | Division 1          | ES Sétif - CA Bordj Bou Arreridj         | 0 - 0               | 27 septembre 2007   | -                                          |                                                                   | [ 13 ]              |
| 20 | 2007-2008 | Coupe 1/32          | ES Sétif - CA Bordj Bou Arreridj         | 0 - 1               | 11 janvier 2008     | Loucif 77e (pen.)                          |                                                                   | [ 14 ]              |
| 21 | 2007-2008 | Division 1          | CA Bordj Bou Arreridj - ES Sétif         | 2 - 0               | 14 février 2008     | Houari 8e, Mehdaoui 65e                    |                                                                   | [ 15 ]              |
| 22 | 2008-2009 | Division 1          | CA Bordj Bou Arreridj - ES Sétif         | 1 - 0               | 29 août 2008        | Loucif 61e (pen.)                          |                                                                   | [ 16 ]              |
| 23 | 2008-2009 | Division 1          | ES Sétif - CA Bordj Bou Arreridj         | 3 - 0 (*)           | 2 mars 2009         | -                                          | -                                                                 | [ 17 ]              |
| 24 | 2008-2009 | Coupe 1/2           | ES Sétif - CA Bordj Bou Arreridj         | 1 - 1 (3-4 t.a.b)   | 23 avril 2009       | Bouharbit 90e                              | Metref 28e                                                        | [ 18 ]              |
| 25 | 2009-2010 | Division 1          | CA Bordj Bou Arreridj - ES Sétif         | 2 - 0               | 2 octobre 2009      | Bentayeb 7e 73e                            |                                                                   | [ 19 ]              |
| 26 | 2009-2010 | Division 1          | ES Sétif - CA Bordj Bou Arreridj         | 2 - 0               | 20 mars 2010        |                                            | Kourbia 11e, Laïfaoui 38e                                         | [ 20 ]              |
| 27 | 2010-2011 | Division 1          | ES Sétif - CA Bordj Bou Arreridj         | 3 - 0               | 17 décembre 2010    | -                                          | Metref 26e, Djabou 69e, Benmoussa 88e                             | [ 21 ]              |
| 28 | 2010-2011 | Division 1          | CA Bordj Bou Arreridj - ES Sétif         | 3 - 1               | 25 juin 2011        | Bentayeb 6e (pen.), Djerrar 75e, Bakha 88e | Djahnit 68e                                                       | [ 22 ]              |
| 29 | 2012-2013 | Division 1          | ES Sétif - CA Bordj Bou Arreridj         | 3 - 1               | 8 décembre 2012     | Djerrar 38e                                | Benabderrahmane 27e, Karaoui 34e, Aoudia 74e (pen.)               | [ 23 ]              |
| 30 | 2012-2013 | Division 1          | CA Bordj Bou Arreridj - ES Sétif         | 0 - 0               | 18 mai 2013         |                                            |                                                                   | [ 24 ]              |
| 31 | 2013-2014 | Division 1          | CA Bordj Bou Arreridj - ES Sétif         | 1 - 1               | 23 novembre 2013    | Hamdadou 25e                               | Gourmi 69e (pen.)                                                 | [ 25 ]              |
| 32 | 2013-2014 | Division 1          | ES Sétif - CA Bordj Bou Arreridj         | 4 - 3               | 10 mai 2014         | Guechi 5e, Mansour 22e, Djerrar 52e        | Gourmi 55e (pen.), Ogbi 71e 73e, Belameiri 87e                    | [ 26 ]              |
| 33 | 2018-2019 | Division 1          | CA Bordj Bou Arreridj - ES Sétif         | 1 - 2               | 5 novembre 2018     | Bouhakak 41e                               | Djahnit 74e (pen.), Lakroum 88e                                   |                     |
| 34 | 2018-2019 | Division 1          | ES Sétif - CA Bordj Bou Arreridj         | 1 - 0               | 16 mai 2019         |                                            | Deghmoum 84e                                                      |                     |
| 35 | 2019-2020 | Division 1          | CA Bordj Bou Arreridj - ES Sétif         | 1 - 0               | 31 août 2019        | Guessan 78e                                |                                                                   |                     |
| 36 | 2019-2020 | Division 1          | ES Sétif - CA Bordj Bou Arreridj         | 3 - 0               | 17 février 2020     |                                            | Saïdi 10e, Draoui 44e, Amoura 90+2e                               |                     |
| 37 | 2019-2020 | Coupe 1/4           | CA Bordj Bou Arreridj - ES Sétif         | 1 - 1               | 10 mars 2020        | El Ghorbel 90+3e                           | Touré 67e                                                         |                     |
|    | 2019-2020 | Coupe 1/4           | ES Sétif - CA Bordj Bou Arreridj         | Annulé              | 2020                |                                            |                                                                   |                     |
| 38 | 2020-2021 | Division 1          | CA Bordj Bou Arreridj - ES Sétif         | 1 - 5               | 9 janvier 2021      | A.Rahba 52e                                | Y.Laouafi 78e (pen.) Ghacha 40e 48e (pen.) M.Amoura 45e Touré 84e |                     |
| 39 | 2020-2021 | Division 1          | ES Sétif - CA Bordj Bou Arreridj         | 2 - 0               | 20 juin 2021        | /                                          | Ghacha 45e (pen.), Djahnit 80e (pen.)                             |                     |

#### Bilan
| Catégories      | Matches joués | Victoires ESS | Nuls | Victoires CABBA | Buts ESS | Buts CABBA |
| --------------- | ------------- | ------------- | ---- | --------------- | -------- | ---------- |
| Championnat     | 34            | 17            | 6    | 11              | 51       | 29         |
| Coupe d'Algérie | 5             | 1             | 2    | 2               | 4        | 5          |
| TOTAL           | 39            | 18            | 8    | 13              | 55       | 34         |

(*) Forfait 3-0

### Rivalité entre ES Sétif et MC El Eulma
| Saison    | N° | Date              | Championnat         | Rencontre              | Rés.  | Buteur(s) pour ES Sétif                            | Buteur(s) pour MC El Eulma                        | Réf.   |
| --------- | -- | ----------------- | ------------------- | ---------------------- | ----- | -------------------------------------------------- | ------------------------------------------------- | ------ |
| 1962-1963 | 1  | septembre 1962    | Critérium d'honneur | ES Sétif - MC El Eulma | 2 – 0 |                                                    |                                                   | [ 27 ] |
| 1962-1963 | 2  | 1963              | Critérium d'honneur | MC El Eulma - ES Sétif | ? – ? |                                                    |                                                   |        |
| 1963-1964 | 3  | 1964              | Division d'Honneur  | MC El Eulma - ES Sétif | ? – ? |                                                    |                                                   |        |
| 1963-1964 | 4  | 1964              | Division d'Honneur  | ES Sétif - MC El Eulma | ? – ? |                                                    |                                                   |        |
| 1973-1974 | 5  | 1974              | 1/32 Coupe          | ES Sétif - MC El Eulma | 1 – 0 |                                                    |                                                   |        |
| 1975-1976 | 6  | 1976              | 1/32 Coupe          | ES Sétif - MC El Eulma | 3 – 0 |                                                    |                                                   |        |
| 1994-1995 | 7  | 25 novembre 1994  | Division 2 (11e J.) | MC El Eulma - ES Sétif | 0 - 0 | -                                                  | -                                                 |        |
| 1994-1995 | 6  | 5 mai 1995        | Division 2 (28e J.) | ES Sétif - MC El Eulma | 4 – 2 | Derbal 15e, Rahmouni 37e (pen.) 66e, Bourahli 76e  | Lounici 70e, Neffar 80e                           | [ 28 ] |
| 1995-1996 | 7  | 15 décembre 1995  | Division 2 (10e J.) | MC El Eulma - ES Sétif | 0 – 0 | /                                                  | /                                                 | [ 29 ] |
| 1995-1996 | 8  | 10 mai 1996       | Division 2 (25e J.) | ES Sétif - MC El Eulma | 3 – 2 | ?                                                  | ?                                                 | [ 30 ] |
| 1996-1997 | 9  | 15 novembre 1996  | Division 2 (8e J.)  | MC El Eulma - ES Sétif | 1 – 1 | Bouzidi 58e                                        | Bakir 38e                                         | [ 31 ] |
| 1996-1997 | 10 | 4 avril 1997      | Division 2 (23e J.) | ES Sétif - MC El Eulma | 5 – 2 | Benmessahel 9e 89e, Chekatti 29e 47e, Mehdaoui 43e | Bakir 8e, Zerrougui 33e                           | [ 32 ] |
| 2008-2009 | 11 | 5 décembre 2008   | Division 1 (14e J.) | ES Sétif - MC El Eulma | 2 – 0 | Hemani 26e, Ziaya 33e                              | /                                                 | [ 33 ] |
| 2008-2009 | 12 | 8 juin 2009       | Division 1 (30e J.) | MC El Eulma - ES Sétif | 3 – 2 | Selloum 23e 38e                                    | Gasmi 42e, Belhamel 47e, Loumane 57e, Mongolo 80e | [ 34 ] |
| 2009-2010 | 13 | 25 août 2009      | Division 1 (2e J.)  | MC El Eulma - ES Sétif | 3 – 2 | Ambane 71e, Ben Cherif 80e                         | Laâmeche 14e, Diss 37e, Bourenane 52e (pen.)      | [ 35 ] |
| 2009-2010 | 14 | 26 mars 2010      | Division 1 (19e J.) | ES Sétif - MC El Eulma | 0 – 0 | /                                                  | /                                                 | [ 36 ] |
| 2010-2011 | 15 | 6 novembre 2010   | Division 1 (7e J.)  | MC El Eulma - ES Sétif | 0 – 1 | Hachoud 4e                                         | /                                                 | [ 37 ] |
| 2010-2011 | 16 | 6 juin 2011       | Division 1 (22e J.) | ES Sétif - MC El Eulma | 1 – 0 | Djabou 61e                                         | /                                                 | [ 38 ] |
| 2011-2012 | 17 | 29 octobre 2011   | Division 1 (7e J.)  | ES Sétif - MC El Eulma | 1 – 1 | Djabou 73e                                         | Tiaïba 5e                                         | [ 39 ] |
| 2011-2012 | 18 | 17 mars 2012      | Division 1 (22e J.) | MC El Eulma - ES Sétif | 1 – 3 | Diss 50e, Benmoussa 71e, Ferahi 81e                | Bouaïcha 42e                                      | [ 40 ] |
| 2012-2013 | 19 | 15 septembre 2012 | Division 1 (1re J.) | MC El Eulma - ES Sétif | 1 – 1 | Delhoum 46e                                        | Gharbi 90+3e                                      |        |
| 2012-2013 | 20 | 15 janvier 2013   | Division 1 (16e J.) | ES Sétif - MC El Eulma | 3 – 1 | Delhoum 32e, Nadji 52e 60e                         | Derrardja 38e                                     |        |
| 2013-2014 | 21 | 29 novembre 2013  | Division 1 (13e J.) | ES Sétif - MC El Eulma | 0 – 0 | /                                                  | /                                                 |        |
| 2013-2014 | 22 | 13 mai 2014       | Division 1 (28e J.) | MC El Eulma - ES Sétif | 2 – 1 | Nadji 66e, Karaoui 39e                             | Hamiti 12e, Derrardja 84e                         |        |
| 2014-2015 | 23 | 13 septembre 2014 | Division 1 (3e J.)  | MC El Eulma - ES Sétif | 0 – 1 | Ziaya 66e                                          | /                                                 |        |
| 2014-2015 | 24 | 31 janvier 2015   | Division 1 (18e J.) | ES Sétif - MC El Eulma | 1 - 1 | Belameiri 13e                                      | Derrardja 43e                                     |        |
| 2015-2016 | 25 | 11 juillet 2015   | LdC Gr. B (2e J.)   | MC El Eulma - ES Sétif | 0 – 1 | Belameiri 90+3e                                    | /                                                 |        |
| 2015-2016 | 26 | 11 septembre 2015 | LdC Gr. B (6e J.)   | ES Sétif - MC El Eulma | 2 – 2 | Belkhiter 61e (csc), Dagoulou 78e                  | Korichi 11e, Abbes 89e                            |        |

#### Bilan
| Catégories          | Matches joués | Victoires ESS | Nuls | Victoires MCEE | Buts ESS | Buts MCEE |
| ------------------- | ------------- | ------------- | ---- | -------------- | -------- | --------- |
| Ligue 1             | 15            | 7             | 5    | 3              | 21       | 13        |
| Coupe d'Algérie     | 2             | 2             | 0    | 0              | 4        | 0         |
| Ligue des champions | 2             | 1             | 1    | 0              | 3        | 2         |
| Ligue 2             | 5             | 3             | 2    | 0              | 13       | 7         |
| TOTAL               | 24            | 13            | 8    | 3              | 41       | 22        |

Source : transfermarkt.fr

### Rivalité entre ES Sétif et USM Sétif
| Saison    | N° | Championnat                     | Rencontre  | Rés. | Date              | Buteur(s) pour ES Sétif | Buteur(s) pour USM Sétif | Réf. |
| --------- | -- | ------------------------------- | ---------- | ---- | ----------------- | ----------------------- | ------------------------ | ---- |
| 1962-1963 | 01 | Critérium d'Honneur (Groupe IV) | ESS - USMS | ?-?  | 1962              |                         |                          |      |
| 1962-1963 | 02 | Critérium d'Honneur (Groupe IV) | USMS - ESS | ?-?  | 1963              |                         |                          |      |
| 1963-1964 | 03 | Division d'Honneur              | ESS - USMS | ?-?  | 1963              |                         |                          |      |
| 1963-1964 | 04 | Division d'Honneur              | USMS - ESS | ?-?  | 1964              |                         |                          |      |
| 1964-1965 | 05 | National 1                      | ESS - USMS | 0-0  | 22 novembre 1964  | -                       | -                        |      |
| 1964-1965 | 06 | National 1                      | USMS - ESS | 0-1  | 25 avril 1965     | -                       | -                        |      |
| 1965-1966 | 07 | National 1                      | ESS - USMS | 1-0  | 21 novembre 1965  | -                       | -                        |      |
| 1965-1966 | 08 | National 1                      | USMS - ESS | 0-1  | 17 avril 1966     | -                       | -                        |      |
| 1973-1974 | 09 | National 1                      | ESS - USMS | 2-3  | 30 septembre 1973 | -                       | -                        |      |
| 1973-1974 | 10 | National 1                      | USMS - ESS | 3-3  | 4 février 1974    | -                       | -                        |      |
| 1974-1975 | 11 | National 1                      | ESS - USMS | 1-2  | 4 septembre 1974  | -                       | -                        |      |
| 1975-1975 | 12 | National 1                      | USMS - ESS | 0-0  | 25 décembre 1974  | -                       | -                        |      |

### Rivalité entre CA Bordj Bou Arreridj et MC El Eulma
| Saison | Championnat | Rencontre | Rés. | Date | Buteur(s) pour Bordj Bou Arreridj | Buteur(s) pour MC El Eulma | Réf. |
| ------ | ----------- | --------- | ---- | ---- | --------------------------------- | -------------------------- | ---- |
| -      | Division 1  | -         | ?-?  | 19   |                                   |                            |      |